# Francesc Grau i Güell
Francesc Grau i Güell (Banyoles, 27 de setembre de 1976) és un empresari, escriptor i consultor digital català, especialitzat en xarxes socials, noves tecnologies de comunicació i reputació en línia.
Va estudiar Publicitat i Relacions Públiques a la Universitat de Girona i Comunicació Empresarial en Noves Tecnologies a la Universitat Pompeu Fabra de Barcelona. Especialitzat en tecnologies de comunicació digitals i xarxes socials, especialment Twitter, s'ha dedicat a assessorar empreses i a la formació en aquests àmbits, i és professor de la UOC Business School en el Programa de Gestió d'Empreses en un entorn digital. El seu primer llibre Twitter en una semana, va ser publicat el 2000 i reeditat el 2011. El 2002 va participar en la primera trobada d'usuaris de Twitter del 2009, organitzada per la NASA amb motiu de l'aniversari de l'arribada de l'home a la Lluna. Confundador i CEO de Zonetacts des de 2016, desenvolupadora de Chatforce, una aplicació de missatgeria instantània corporativa. El 2019 publicà Tot el que heu de saber sobre Internet abans que els vostres fills, un llibre adreçat als pares sobre com gestionar l'accés dels fills a Internet i a les xarxes socials.

## Publicacions
- Twitter, en una semana: conozca lo necesario para crecer dentro de la plataforma (en castellà).  Barcelona: Gestión 2000, 2011. ISBN 978-84-9875-176-5.
- Tot el que heu de saber sobre Internet abans que els vostres fills.  Vic: Eumo, maig de 2019, p. 120 (En Família). ISBN 978-84-9766-661-9.